# Sicherheits- und Hilfsdienst

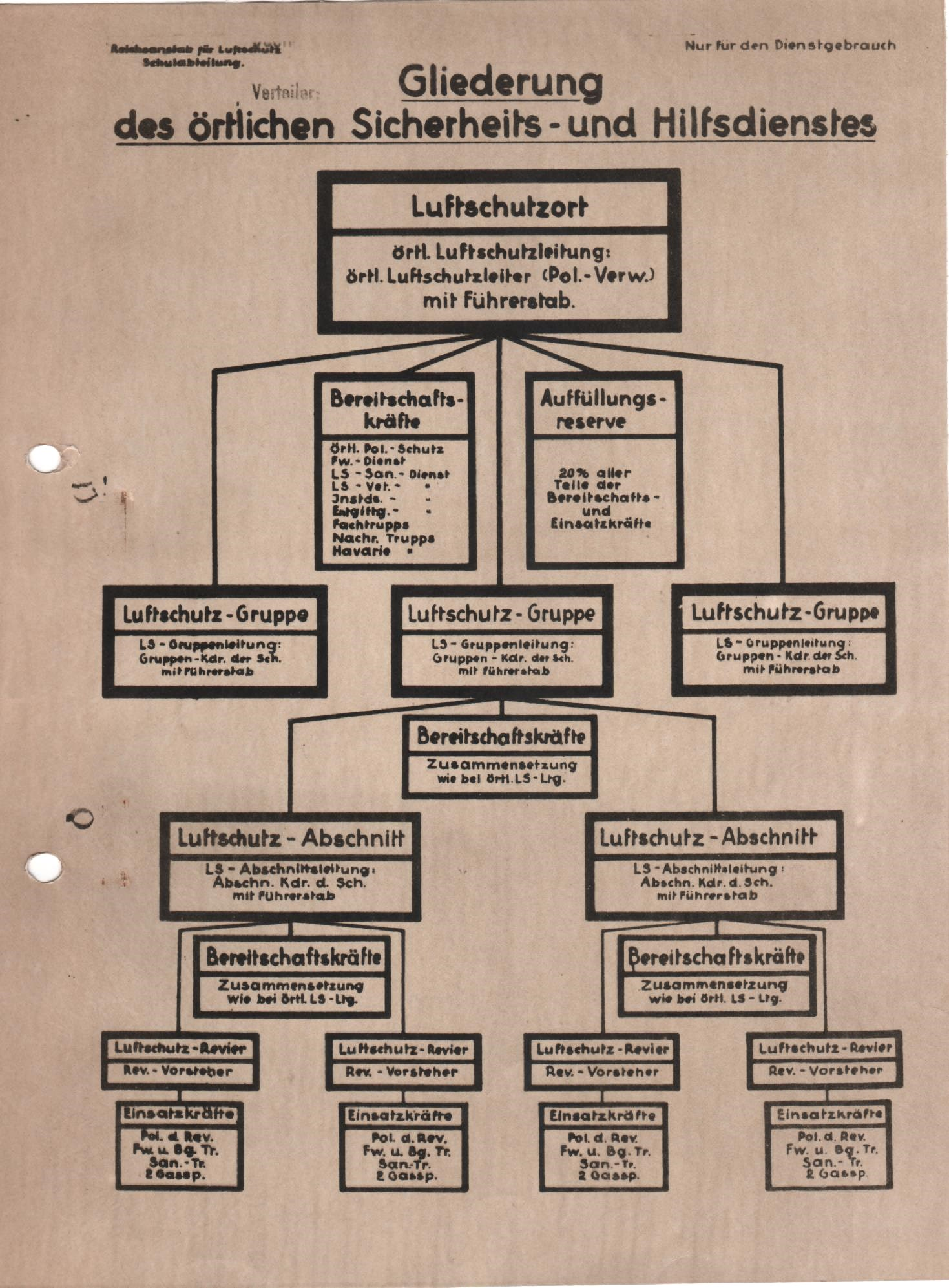
Gliederung örtlicher SHD, 1940

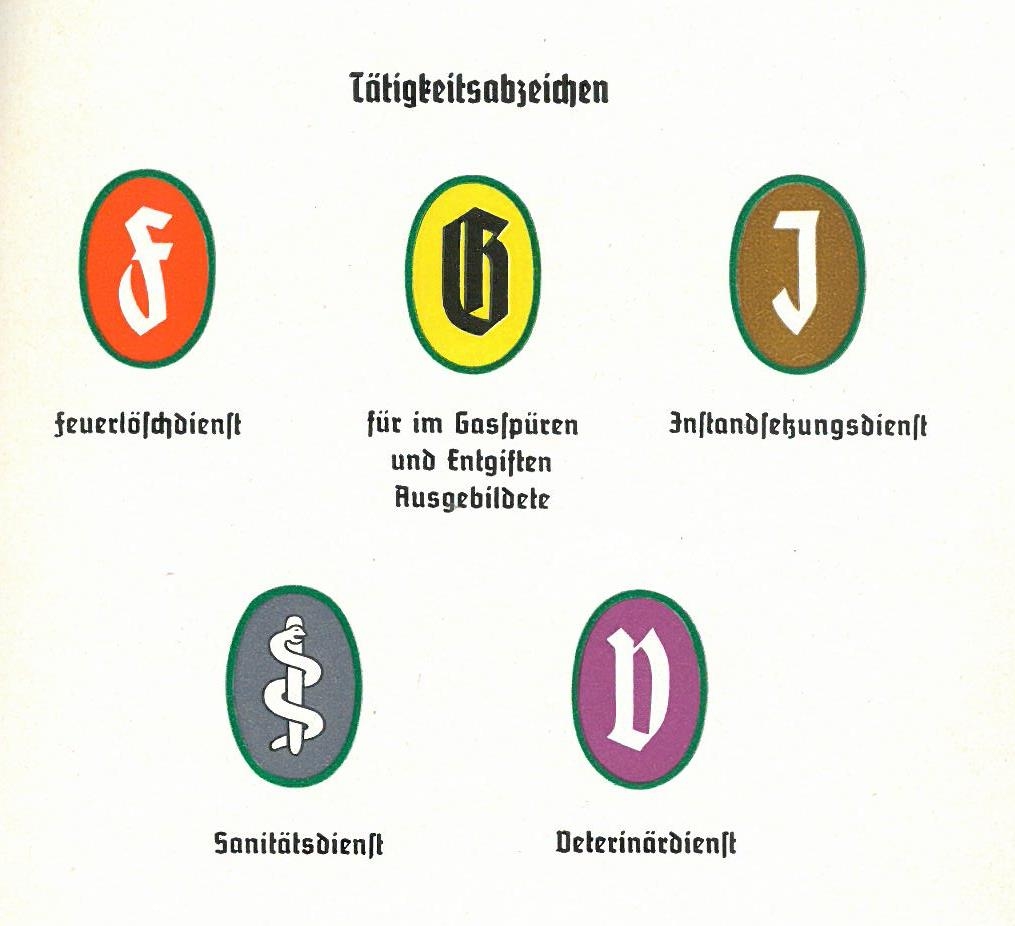
Tätigkeitsabzeichen an der SHD-Dienstbekleidung (LDv 788, Entwurf, 1941)

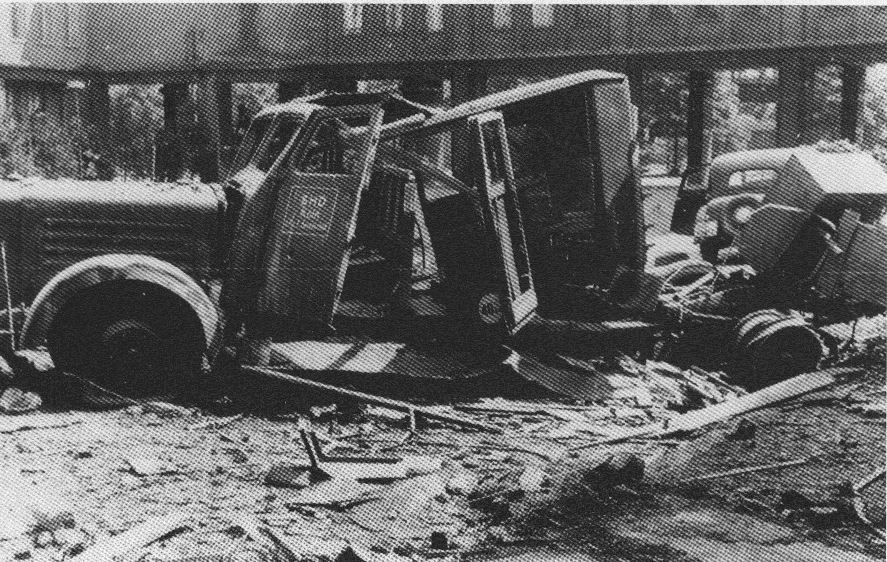
LF 25 des SHD nach Luftangriff auf das Messegelände Köln (30. Mai 1942)

Der Sicherheits- und Hilfsdienst (SHD) war im Zweiten Weltkrieg ein Aufgabenbereich des Luftschutzes (LS), der im Deutschen Reich ab 1939/1940 für den Einsatz nach Luftangriffen aufgebaut wurde. Vorüberlegungen zu einem Dienst dieser Art reichen bis in die Weimarer Republik zurück.
In der Ersten Durchführungsverordnung zum Luftschutzgesetz wurde in § 2 die Organisation des SHD geregelt. In Luftschutzorten war die Ordnungspolizei für den SHD zuständig. Einrichtungen des Deutschen Roten Kreuzes, der Technischen Nothilfe sowie der Feuerschutzpolizei und des Gesundheits- und Bauwesens wurden für den SHD in Anspruch genommen.
Die Zahl der Einheiten richtete sich nach der Größe sowie nach der angenommenen Luftempfindlichkeit der Orte in Bezug auf Zahl und Wichtigkeit ihrer Industrien, ihrer Verkehrsanlagen, militärischen Einrichtungen, wichtigen öffentlichen Verwaltungen und strategischen Bedeutung.
Fachdienste des SHD waren:
- LS-Feuerlöschdienst
- LS-Instandsetzungsdienst
- LS-Sanitätsdienst
- LS-Veterinärdienst
- LS-Entgiftungsdienst

Diese waren jeweils in Abteilungen gegliedert, die sich in drei bis vier Bereitschaften mehrerer Züge unterteilten. Im Kriegsverlauf traten Einheiten des SHD in Einzelfällen als aus drei bis acht Abteilungen zusammengefassten Regimentern auf, die beim Einsatz in Rumänien als Brigade – der mutmaßlich größten Organisationsform einer Gefahrenabwehrbehörde weltweit – zusammengeschlossen wurden.
Die Reichsanstalt für Luftschutz stellte 1940 die Gliederung des örtlichen Sicherheits- und Hilfsdienstes grafisch dar. In jedem Luftschutzort gab es Bereitschaftskräfte und eine Ausfüllreserve. Mehrere Luftschutz-Gruppen und Luftschutzreviere waren in Luftschutz-Abschnitte aufgeteilt. In den Luftschutzrevieren bildeten die Polizei, die Feuerwehr, Bergungs- und Sanitätstruppen und Luftschutzhelfer des Reichsluftschutzbundes die Einsatzkräfte. Ergänzend existierten Hafen-Luftschutz-Einheiten des SHD, die in Hafenbau- und Havarie-Fachtrupps unterteilt waren.